# Beloprsi jež
Beloprsi jež, tudi vzhodnoevropski jež (znanstveno ime Erinaceus concolor), lahko zraste do 225–275 mm dolžine in tehta od 400–1100 g in je po videzu zelo podoben rjavoprsemu ježu (E. europaeus). Ima vidno svetlejša prsa, glede na temno obarvan trebuh.

## Razširjenost
Ta vrsta je razširjena v vzhodni Evropi. Področje prekrivanja z rjavoprsim ježem poteka od zahodne Poljske do Jadranskega morja. Na vzhodu je razširjen do Izraela, Irana in okoli Kaspijskega morja. V Sloveniji je splošno razširjen od nižin do približno 1000 m visoko.
Živi predvsem na gozdnatih področjih z nizko vegetacijo. Najdemo pa ga tudi na travnikih, še posebno v bližini gozdov, živih mej in grmovja. Izogiba se obsežnih gozdov in močvirij. Razmeroma pogost je tudi v urbanem okolju.

## Prehrana
Njegova poglavitna hrana so žuželke, deževniki, polži, pajki, kače, saj je odporen na ugrize in strup, jajca, mlade miške, ptičja jajca in negodni mladiči, gobe, koreninice, vendar se rad posladka tudi z odpadlim sadjem.

## Obnašanje
Najbolj je aktiven ob mraku in ponoči. Vendar ga včasih lahko vidimo tudi podnevi, najpogosteje v jeseni. Na severni polobli zimsko obdobje preživi v stanju hibernacije (zimsko spanje). Med spanjem se mu telesna temperatura spusti na 4 °C (normalna temperatura je 34 °C), srce udari 20-krat na minuto (pri budni živali 190-krat), vdihne pa 10-krat v minuti.
Za rjavoprsega in beloprsega ježa je značilno, da se jež z razpenjeno slino popljuva po bodičastem kožuhu. Vzrok in pomen tega vedenjskega vzorca nista znana. Ob nevarnosti se zvije v kroglo in naježi bodice.

## Razmnoževanje
Parjenje se prične marca, traja pa do julija ali avgusta. Samica je breja 31 do 35 dni. Na leto skoti enkrat ali dvakrat. V leglu je od 1 do 10 mladičev (običajno 3–4). Mladiči spolno dozorijo v naslednjem koledarskem letu.